# Herman Mennekens
 (mai 2018).
 (juillet 2021).
Si vous disposez d'ouvrages ou d'articles de référence ou si vous connaissez des sites web de qualité traitant du thème abordé ici, merci de compléter l'article en donnant les références utiles à sa vérifiabilité et en les liant à la section « Notes et références ».
Herman Mennekens, né le 15 mai 1972 à Vilvorde, est un homme politique belge bruxellois.
Il est membre du parti OpenVLD. 
Il est licencié en sciences politiques (VUB).

## Fonctions politiques
- Membre du Parlement de la Région de Bruxelles-Capitale
  - du 16 juillet 2009 au 16 décembre 2012 (remplaçant Jean-Luc Vanraes, ministre)
  - depuis le 12 décembre 2013 (idem) au 25 mai 2014
- Conseiller communal à Jette depuis 2003